# Анст
Анст (англ. Unst) — остров в северной части Шетландских островов, Шотландия.
Занимает площадь 120,68 км², что делает его четырнадцатым по величине островом Шотландии. 
Омывается с юго-востока Северным морем, с севера и запада Атлантическим океаном. На юго-западе отделён от острова Йелл проливом Блюмалл-Саунд. 
На острове проживают 720 человек, при средней плотности населения 6 человек на км², что делает его девятнадцатым по количеству населения островом Шотландии. Он является самым северным обитаемым островом Британских островов и третьим по величине среди Шетландских островов после островов Мейнленд и Йелл.
Территория острова занята в основном пастбищами и прибрежными скалами. Основной населённый пункт острова — Болтасаунд, бывший вторым крупнейшим рыбным портом в стране после Леруика, специализирующимся на добыче сельди. Сейчас здесь расположена пивоварня, досуговый центр и ныне недействующий аэродром. Из остальных населённых пунктов можно упомянуть Уисаунд, где находятся бывший ганзейский склад и замок Мунесс (построен в 1598 году, разграблен пиратами в 1627 году), а также Харолдсуик, в котором расположен музей, посвящённый лодкам.

## География и геология

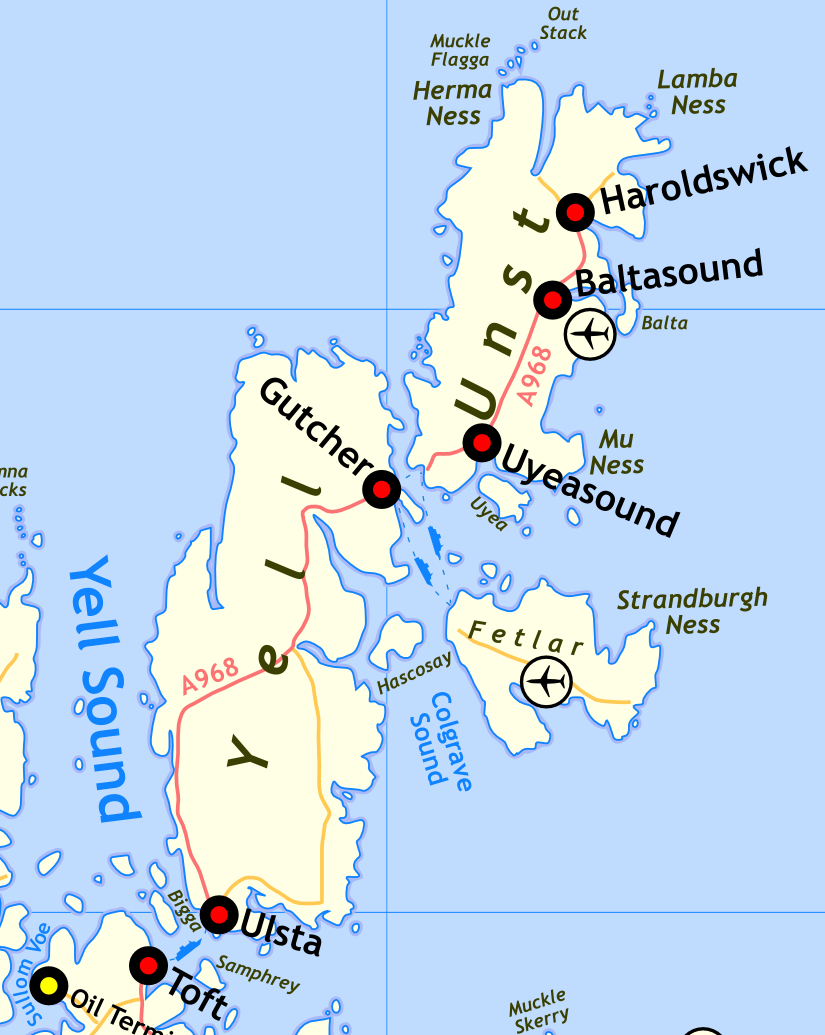
Карта острова Анст

Термин «самый северный в Великобритании» можно применить ко многому на острове. Крошечное поселение Ско на северо-востоке острова является самым северным населённым пунктом в Великобритании. Маяк на скале Макл-Флагга, открывшийся в 1858 году, стал самым северным маяком Великобритании. И, наконец, скала Аут-Стак — самая северная скала Великобритании.
Побережье норвежского Вестланна находится в трехстах километрах на восток от острова.
Собственно остров Анст окружён небольшими островами в числе которых Аут-Стак, Болта, Макл-Флагга, Юи.
К северу от острова расположен скалистый остров Макл-Флагга, к востоку — необитаемый остров Балтей.
В деревне Болтасаунд работает автоматическая метеостанция. Максимальная температура в 25 °C зафиксирована в июле 1958 года, минимальная в −11,9 °C в феврале 2001 года.

## Дикая природа
Анст и национальный природный заповедник Херманесс, находящийся на острове, имеет важное значение для колоний морских птиц: большой поморник, северная олуша, тупик. Заповедник находится под управлением общества «Scottish Natural Heritage».
На острове растёт Cerastium nigrescens из рода ясколок.

## История
Смысл названия острова Анст неизвестен, но, как предполагается, оно донорвежского происхождения, так же как и у ряда других островов, входящих в Шетландские (Йелл, Фетлар). Можно предположить, что название дано догерманскими жителями и возникло в среде людей, говорящих на диалекте пиктского языка.
На острове проходят раскопки норвежских поселений.

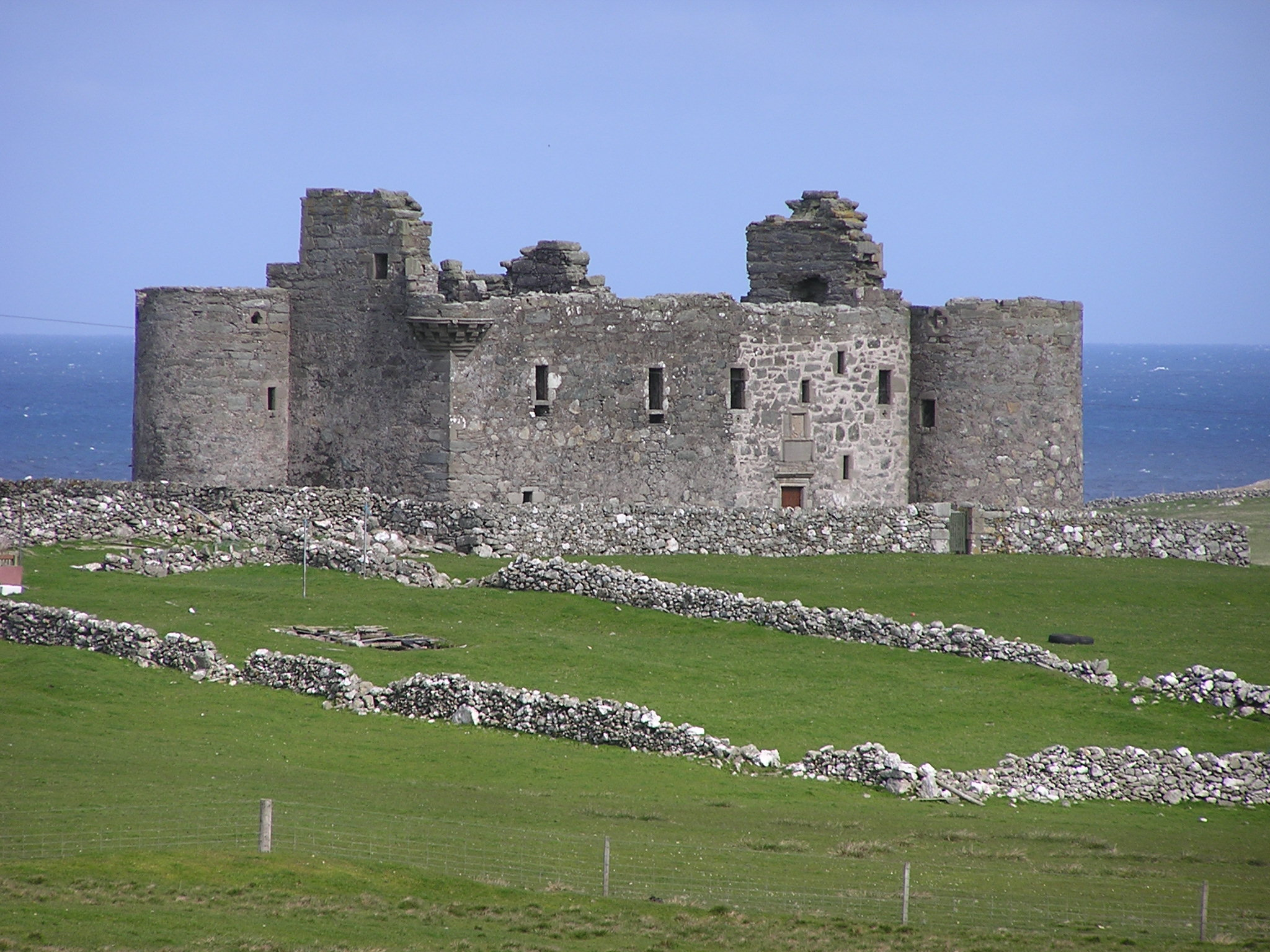
Замок Мунесс

Отец и дядя Роберта Луиса Стивенсона были главными инженерами маяка на маленьком скалистом островке Макл-Флагга, который находится у северной стороны острова Анст. Стивенсон посетил остров, и, как утверждается, он стал основой для создания им карты Острова Сокровищ. Правда, на эту же роль претендует остров Фидра в заливе Ферт-оф-Форт.
Между 1949 и 1951 годом в отеле Бальтасаунд жил (вначале в качестве постояльца, затем — помощника на кухне) аспирант Чикагского университета Эрвин Гоффман, отправленный своим авторитарным научным руководителем Ллойдом Уорнером исследовать локальное сообщество островных жителей. Написанная им по результатам этой экспедиции диссертация, «Коммуникативное поведение в островном сообществе» (в которой Анст описан под псевдонимом «Диксон»), затем стала основной для «Представления себя другим в повседневной жизни», одной из самых известных книг в социологии 20 века.
7 января 2007 года остров Арнст потрясло землетрясение силой 4,9 балла по шкале Рихтера, которое было одним из самых мощных за последние десять лет землетрясений, произошедших в Норвежском море.

## Политика и власть
Полицейский участок в Болтасаунде обеспечивает охрану правопорядка на острове.
Пожарно-спасательная станция в Болтасаунде со штатом в двенадцать человек имеет дело с чрезвычайными ситуациями включая пожары и дорожно-транспортные происшествия.

## Экономика и транспорт

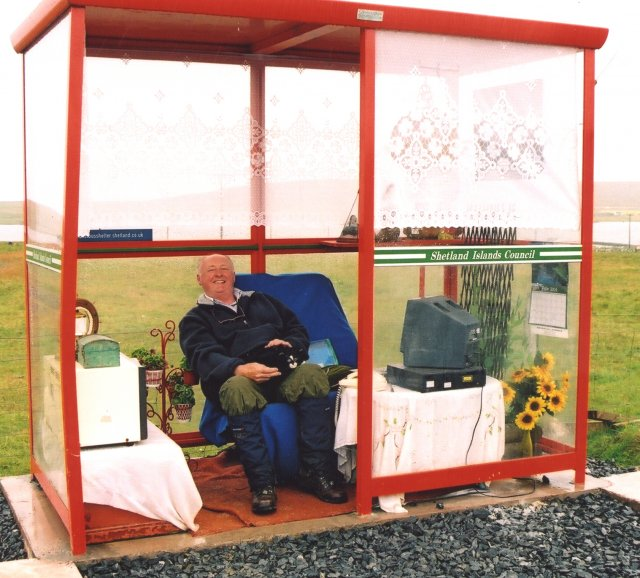
Автобусная остановка

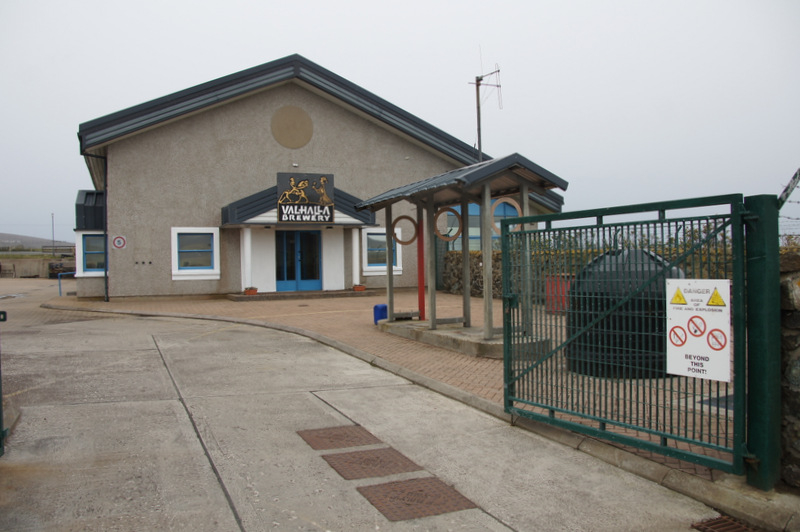
Пивоварня «Valhalla Brewery»

С 1907 по 1937 на острове существовало несколько хромитовых карьеров, а также обслуживающая их узкоколейная железная дорога.
Пивоварня «Valhalla Brewery» в Харольдсуике — самая северная пивоварня Великобритании.
Винокурня Saxa Vord distillery — шотландский виски и джин.
Паромы соединяют поселение Белмонт, находящееся на юге острова, с поселением Гатчер на острове Йелл, и причалом Оддста на острове Фетлар.
Автомобильная дорога «A968» пересекает Анст в направлении с севера на юг от деревни Харолдсуик до Белмонта.
На острове необычные автобусные остановки, известные под названием «Bobby’s Bus Shelter». Местные жители оснащают их диваном, телевизором, компьютером и другими домашними удобствами.

## Спорт
На территории острова базируется самый северный любительский футбольный клуб Великобритании «Анст» (Unst F.C.), выступающий в сезоне 2011 года во втором дивизионе Футбольной ассоциации Шетландских островов (Shetland Football Association).

## Религия

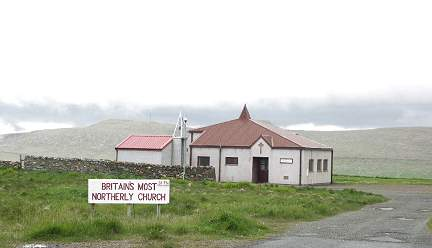
Методистская церковь в Харольдсуике

В деревне Харольдсуик работает самая северная церковь (методистская) Великобритании.

## Достопримечательности

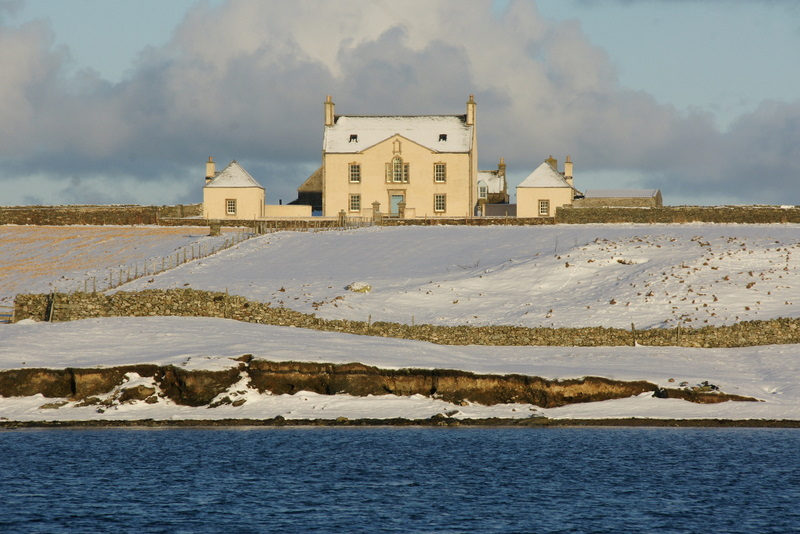
Усадьба «Белмонт Хаус»

- Замок Мунесс построен в конце XVI века Лоренсом Брюсом, единоутробным братом Роберта Стюарта, 1-го графа Оркнейского. В 1971 году замок и окружающая его каменная изгородь были включены в список архитектурных памятников категории «A»[15]
- Усадьба «Белмонт хаус» (Belmont House) построена в 1775—1777 годах в юго-западной части острова. До середины XX века служила резиденцией семье Муат. В 1971 году включена в список архитектурных памятников категории «A»[16], в 2003 году в список памятников садово-паркового искусства[17]. В настоящее время используется в коммерческих целях[18].

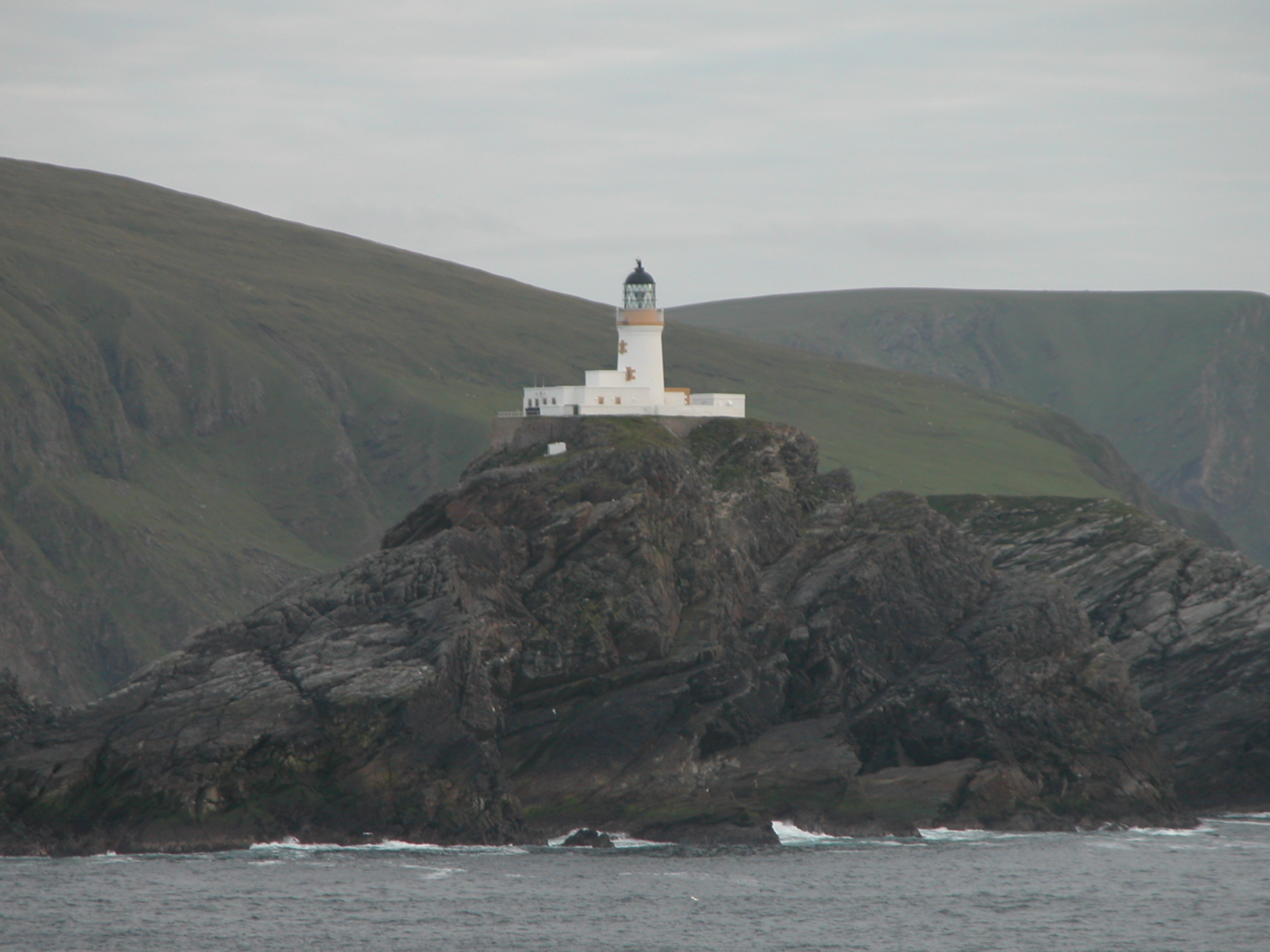
Маяк на острове Макл-Флагга

- Маяк на прилегающем к Ансту острове Макл-Флагга построен в 1858 году Дэвидом и Томасом Стивенсонами, отцом и дядей писателя Роберта Луиса Стивенсона. В 1971 году маяк и окружающие его постройки были включены в список архитектурных памятников категории «A»[19]
- Усадьба «Банесс-Хаус» (Buness House) в Болтасаунде построена в конце XVII века. В 1971 году усадьба и окружающие её постройки были включены в список архитектурных памятников категории «B»[20].

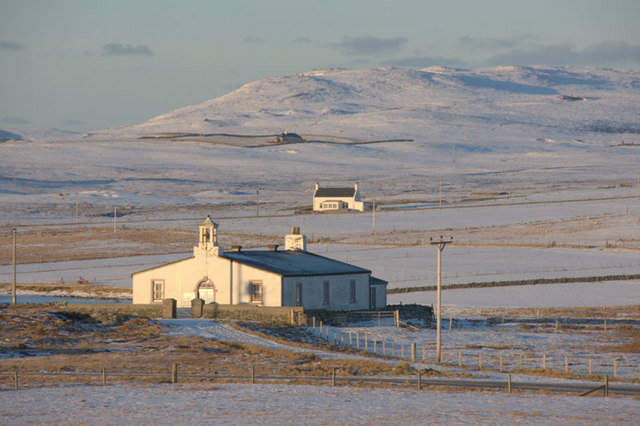
Церковь «Юисаунд-Кирк».

- Действующая церковь «Юисаунд-Кирк» (Uyeasound Kirk) в Юисаунде построена в 1843 году. В 1998 году здание и окружающие её постройки были включены в список архитектурных памятников категории «B»[21][22].

## Другое
Ансту посвящена часть первого эпизода телевизионного документального сериала «Martin Clunes: Islands of Britain». В роли ведущего сериала — актёр и комик Мартин Клунз.

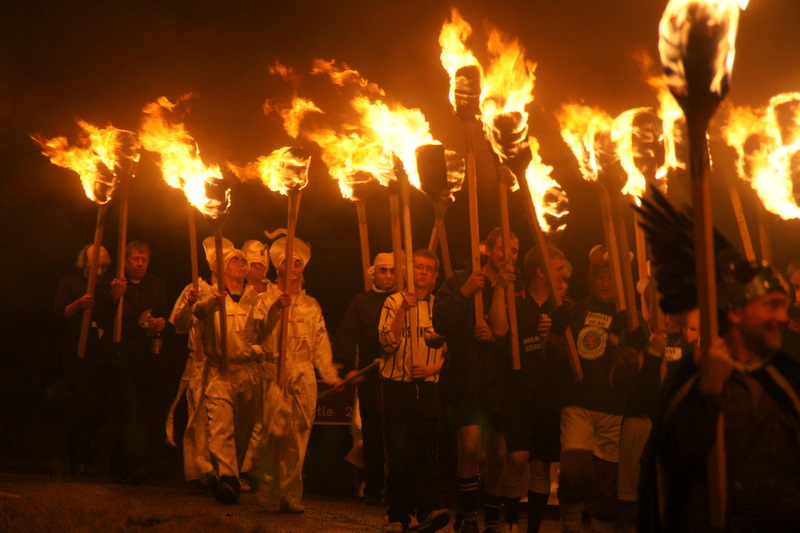
Фестиваль «Up Helly Aa» в Юисаунде

В начале каждого года в деревне Юисаунд проводится фестиваль «Up Helly Aa».
С 1957 по 2006 год на острове работала радиолокационная станция «RAF Saxa Vord» (RAF Saxa Vord). Станция использовала длинные волны и осуществляла наблюдение и контроль за воздушным движением на территориях к северу от Шотландии.
На острове строится, недалеко от бывшей РЛС, космодром SaxaVord, который станет первым лицензированным вертикальным космодромом в Соединенном Королевстве; в декабре 2023 года ему выдана лицензия на запуски.